# Vangunu
Vangunu es una isla del archipiélago de las islas Salomón, en el Pacífico sur. Perteneciente al  subarchipiélago de las islas Nueva Georgia, en la provincia Occidental. Situada entre las islas de Nueva Georgia y Nggatokae. Al noroeste de la isla se encuentra la laguna de Marovo, la mayor de agua salada del mundo.
- Datos: Q1200270
- Multimedia: Vangunu / Q1200270